# 續夷堅志
《續夷堅志》是金人元好問所撰筆記小說，原書四卷，今本為二卷，釐為四卷。
此書作於金亡之後，為宋人洪邁《夷堅志》的續書，記奇聞異事、物產名勝、釋道故事，語多涉怪，閒有金末史事。該書有元鈔本。現存清嘉慶十三年余集刻本、道光十年榮譽刻《得月簃叢書》本，均為四卷，元好問自敍已亡。1986年中華書局據《得月簃叢書》本加以點校，排印出版，收入《古小說叢刊》。